# Херфорд (Пенсилванија)
Херфорд (енгл. Hereford) насељено је место без административног статуса у америчкој савезној држави Пенсилванија.

## Демографија
По попису из 2010. године број становника је 930.
| Група             | 2000.    | 2010.       |
| Белци             | 0 (0,0%) | 853 (91,7%) |
| Афроамериканци    | 0 (0,0%) | 4 (0,4%)    |
| Азијати           | 0 (0,0%) | 6 (0,6%)    |
| Хиспаноамериканци | 0 (0,0%) | 42 (4,5%)   |
| Укупно            | 0        | 930         |